# Танго
Та́нго (исп. tango) — парный танец свободной композиции, исполняемый под характерную музыку. Возник на южноамериканском континенте в 1880-е годы в Ла-Плата, на границе Уругвая и Аргентины, в бедных портовых городских районах с преимущественно смешанным эмигрантским населением как результат сплава культур выходцев из Европы, Африки и исконного населения Южной Америки. Национальные мелодии смешивались, создавая запоминающиеся звуки танго — африканские ритмы тангано, аргентинская милонга, гаванская хабанера, испанское фламенко, ритуальные танцы индейцев, польская мазурка и немецкий вальс. Местом рождения танго считаются публичные дома, притоны на окраине Буэнос-Айреса (лупанарии). Первыми исполнителями танго были завсегдатаи лупанариев, которые таким образом убивали своё время в ожидании очереди. В начале XX века танец, называвшийся «танго криольо» (tango criollo), быстро приобрёл популярность и, видоизменяясь, распространился в Европе, США, Японии, а позже — завоевал весь мир.
В 2009 году на IV сессии межправительственного комитета ЮНЕСКО удовлетворило совместную заявку Аргентины и Уругвая и включило танго как совокупность музыки, танца, поэзии и самобытных традиций региона Рио-де-ла-Плата в «Список нематериального культурного наследия человечества».

## История
Один из ритмов, использующихся в музыке танго, был заимствован у африканских сообществ в Буэнос-Айресе. На основе этого ритма возникла милонга — быстрый танец.  По одной из версий, слово «танго» также имеет африканское происхождение, его возводят к языку нигерийского народа ибибио, где оно значило «танец под звук барабана», и применяют к мелодиям, полученным в результате синтеза различных форм музыки из Европы, Африки и Америки. По другой версии, на одном из южноафриканских языков слово "танго" означает «ВМЕСТЕ» — основная характеристика, присущая этому танцу. На латыни глагол «tango» означает «касаться».
Хорхе Луис Борхес в «El idioma de los argentinos» пишет:
«Танго принадлежит к Ла-Плата и является „сыном“ уругвайской милонги и „внуком“ хабанеры».
Слово «танго», похоже, впервые используется в отношении к танцам в 1890-е. Также в возникновении музыкального жанра «танго» приняли участие пажадоры (payador, payada) — аргентинские певцы-гаучо, выступавшие по принципу «что вижу, о том пою», итальянские мигранты, привнесшие классические представления о композиции, а также немецкие моряки, которые привезли в Аргентину один из главных инструментов танго — бандонеон.

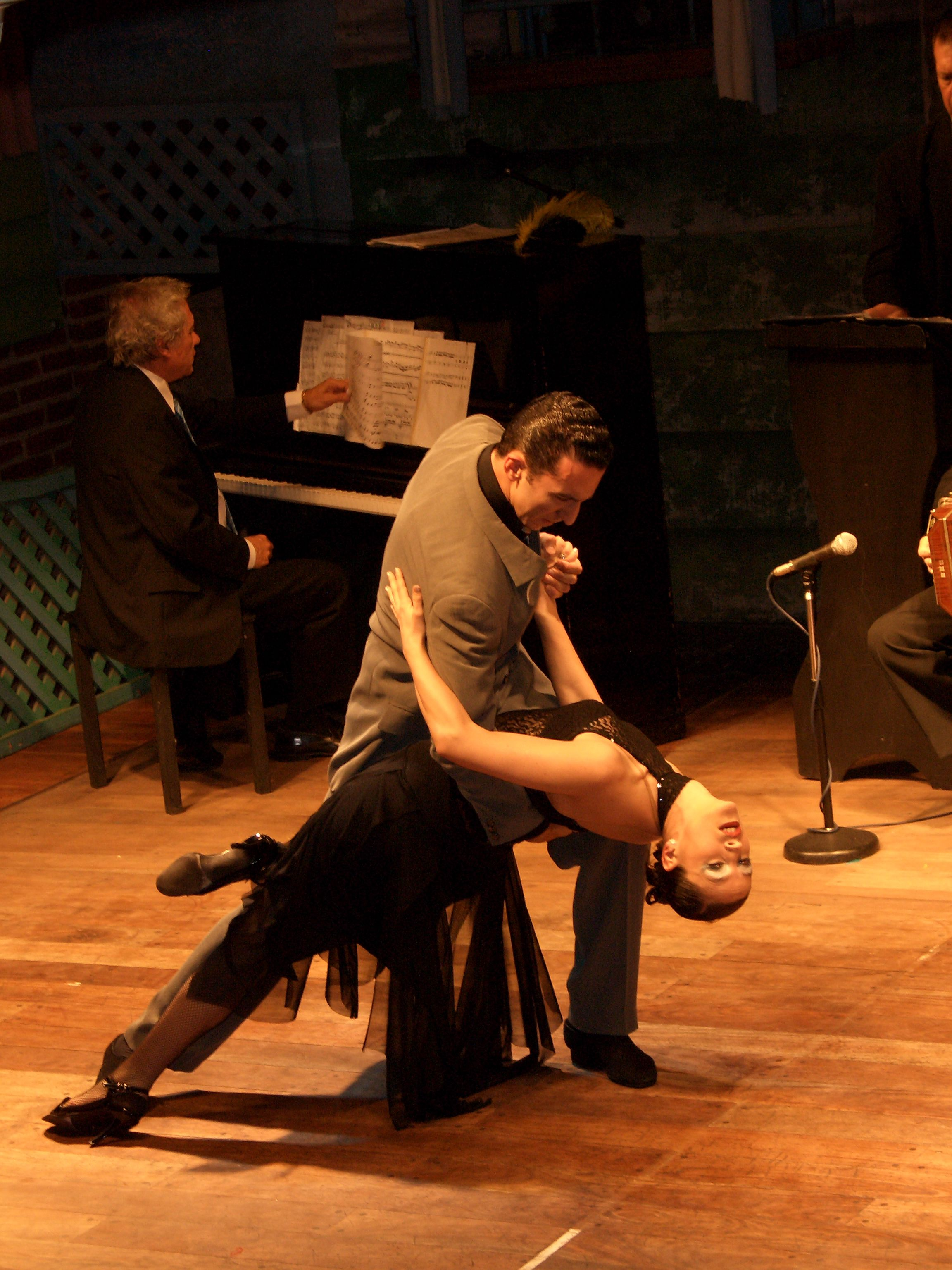
Танго-шоу в Буэнос-Айресе

В первые годы XX века танцоры и оркестры из Буэнос-Айреса и Монтевидео отправились в Европу, и первый европейский показ танго состоялся в Париже, а вскоре после этого в Лондоне, Берлине и других столицах. К концу 1913 года танец попал в США и в Российскую Империю.
В США в 1911 году название «танго» часто применялось для танцев в ритме 2/4 или 4/4 «на один шаг». Иногда танго исполняли в довольно быстром темпе. В тот период иногда относились к этому как «Североамериканскому танго», в сравнении с «Рио де ла Плата танго».
К 1914 были более распространены аутентичные стили танго, а также некоторые варианты, как «Менуэт-танго» Альберта Ньюмана.
«Одновременно с распространением танго, во многих странах стали раздаваться голоса протеста против этого танца. Одним из первых выступил против танго император Вильгельм, затем итальянский король (1915) запретил танцевать танго при дворе, а после них выступили с протестом против танго Римский Папа и Архиепископ парижский.
Волна протеста докатилась и до Петербурга, и военный министр запретил танцевать танго офицерам гвардии. Запрет на танго наложила и дирекция Императорских театров, запретившая танго артистам балета. … свой голос против танго поднял митрополит московский Макарий» [Митрополит Макарий против танго // «Раннее утро», 1914], также австрийские военные власти запретили офицерам танцевать танго на публичных балах.
«Попечитель Киевского учебного округа циркулярно обратился к начальникам мужских и женских подведомственных ему средних учебных заведений с просьбой принять строгие меры к недопущению в учебных заведениях преподавания, входящего в большое распространение танца „Танго“, в виду непристойного его характера» [«Танец танго и попечитель округа» // «Южная Копейка» (Киев), 1914], начальниками средних учебных заведений от попечителя Одесского учебного округа получено аналогичное циркулярное распоряжение.
Начало Великой депрессии в 1929 году в Аргентине и ограничения, введённые после свержения правительства Иполито Иригойена в 1930 году, привели к упадку увлечённостью танго. Несмотря на это, период 1930-х годов, и вплоть до 1950-х, стал «золотым веком» танго. Было создано множество оркестров и ансамблей, в состав которых входили выдающиеся композиторы и исполнители танго, ставшие сегодня классиками стиля: Хуан д’Аррензо, Карлос ди Сарли, Хулио де Каро, Аннибал Тройло, позднее — Освальдо Пульезе, Астор Пьяццолла и многие другие. Танго снова пришло в упадок в конце 1950-х годов в результате экономической депрессии и запрета общественных собраний, введёнными военными диктатурами Аргентины.
Возрождение танго началось в 1983 году после открытия в Нью-Йорке шоу «Forever Tango», принёсшего танцу новую волну популярности.
В 1990-х годах танго снова возродилось в Аргентине, во многом благодаря усилиям музыканта Освальдо Передо.
Начиная с 1977 года, 11 декабря, день рождения певца, «короля танго» Карлоса Гарделя и композитора, дирижёра Хулио де Каро, отмечается в Аргентине как «Национальный день танго». С 2003 года в Буэнос-Айресе ежегодно проводится Чемпионат мира по аргентинскому танго.

## Стили танго
Два основных сложившихся вида танго, ярко отличающиеся друг от друга и по стилистике исполнения и использующие различную музыкальную основу, это:
- Аргентинское танго и уругвайское танго (также известно как «Таngо Rioplatense»), изначально появившееся как социальный танец
- Бальное танго, возникшее как европейская интерпретация нового танца, вошедшая в дальнейшем в систему международного спортивного бального танца, спортивных соревнований и шоу (наряду с вальсами и фокстротами, категория «Европейский стандарт»)

### Аргентинское танго

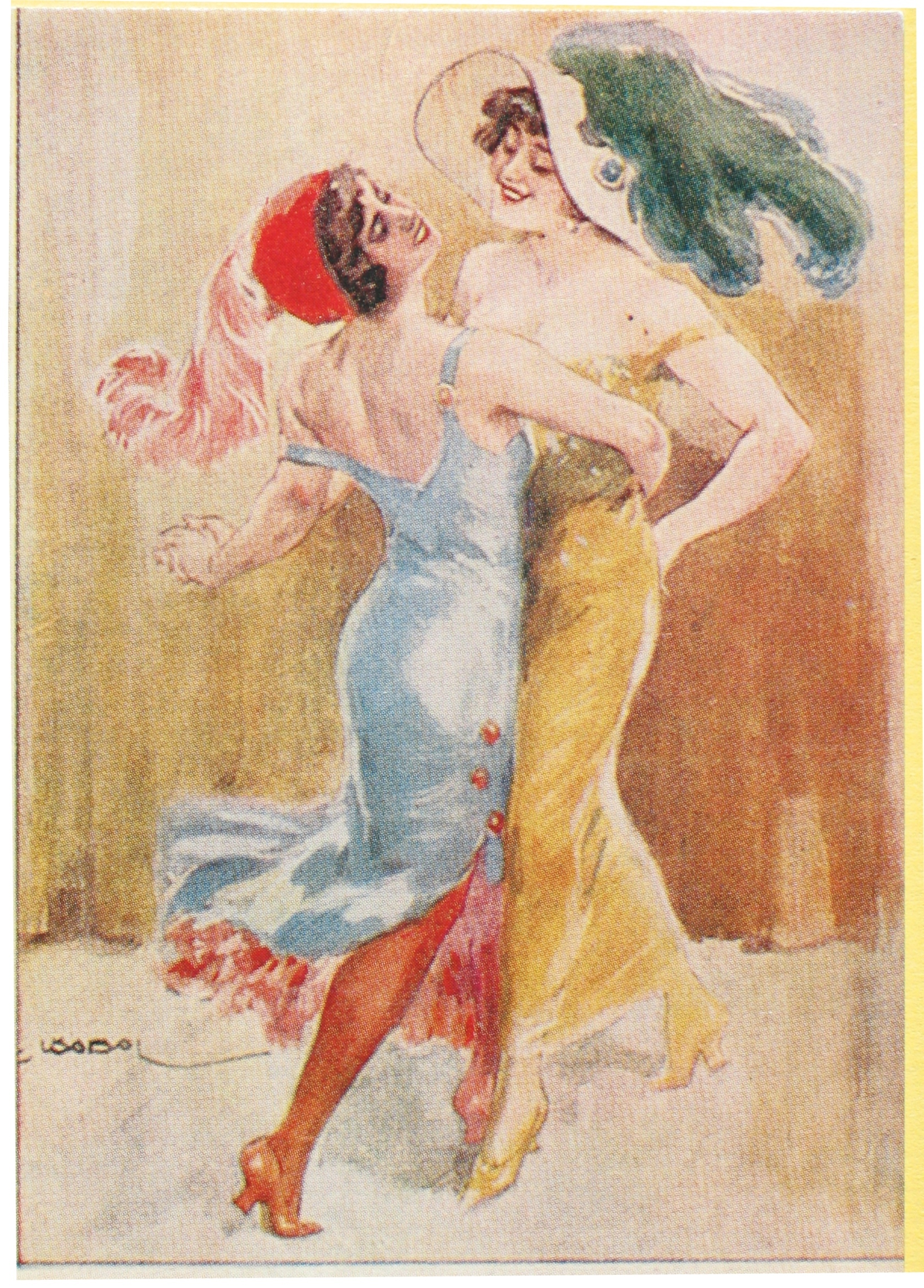
Танго. Открытка 1920-х годов

Аргентинское танго объединяет в себе множество разнообразных стилей, которые развивались в разное время в различных регионах Аргентины и Уругвая. Аргентинское танго не следует путать с матчишем (так называемым «бразильским танго»). К различным стилям аргентинского танго относятся:
- Канженге
- Салон
- Орильеро
- Милонгеро
- Нуэво
- Сценическое танго
- Танго-фантазия

По виду музыки танго делят на несколько типов:
- Классическое танго
- Танго-вальс
- Милонга (соответствующий танец, который обычно отличается более быстрым темпом)
- Канженге
- Кандомбе
- Танго-нуэво

#### Танго салон
Танго салон отличается более открытой позицией танцоров в паре по сравнению с «близким объятием». Это пространство позволяет танцевать более разнообразные шаги, фигуры, повороты и позы танго. Это более изысканный и изощрённый стиль исполнения танго и также, как и танго милонгеро, основан на принципах импровизации, ведения-следования и т. п.

#### Танго милонгеро
Стиль танца в очень близком объятии, когда партнёр и партнёрша отдают часть веса друг другу: партнёры стоят на своих собственных осях, хотя частично опираются друг на друга.

#### Танго нуэво
Танго нуэво («новое танго») — направление, которое зародилось в конце 80-х годов как ответ на современную танго-музыку (Piazzolla, Gotan Project, Bajofondo и др.). Родоначальником стиля считается Густаво Навейра, один из ярчайших представителей — Mariano Chicho Frumboli. Одной из задач нового направления было изучить структуру танца и разработать новую систему преподавания аргентинского танго.

#### Сценическое танго
Сценическое танго (исп. tango escenario) — постановочное танго, которое исполняется для зрителей. Это танго имеет чаще всего совсем иные законы, в отличие от клубных (социальных) стилей — законы постановочного и сценического жанра. Это шоу, в котором музыкой и постановщиком продиктованы шаги, характер и чувства. Сценическое танго ближе к балету, для него характерна виртуозная техника исполнения, зрелищность движений и фигур, поддержки и позы, более свободное использование пространства и неограниченная наличием других танцоров навигация по сцене или танцполу.

### Развитие танго в отдельных странах Европы, танго в Финляндии
В Финляндии существуют два стиля: старое танго и финское танго (FINtango). К теме танго обращались композиторы разных стран, от Польши (самое известное — пол. To ostatnia niedziela) до России, ритмика и законы построения композиций от аргентинского варианта отличаются кардинально. Наибольшую популярность танго в Финляндии приобрело в 1950—1960-е, после появления на свет музыкальной композиции Унто Мононена «Satumaa» («Сказочная страна»), которая стала известна в исполнении Рейо Тайпале. Наиболее известные исполнители танго на финском языке — Олави Вирта, Рейо Тайпале, Эйно Грён, Эско Рахконен, Вейкко Туоми, Тайсто Тамми, Райнер Фриман и другие. Также к этому стилю обращались Тапио Раутаваара, Хенри Тиль, Георг Отс, женские вокальные ансамбли «Metro-tytöt» и «Harmony Sisters».

### Бальное танго
Спортивный танец, участвующий в программах международных конкурсов наряду с фокстротом, квикстепом, венским и медленным вальсом. Отличия от аргентинского танго: высокая скорость движения, больший размер танцпола, отсутствие импровизации и другие цели танца — соревнование и покорение публики, в то время как аргентинское танго — социальный танец, в основе которого — общение. Движения в бальном танго соответствуют определённым правилам, начиная с положения головы, корпуса тела и заканчивая элементами шагов. Бальное танго от аргентинского отличает также ритм, яркое и резкое звучание музыки, в аранжировке присутствуют ударные инструменты, что добавляет ему больше чёткости. Музыка для бального танго может немного напомнить имперский марш, для аргентинское танго — более камерная, плавная и мелодичная.

## Известные исполнители, руководители оркестров и композиторы
- Адольфо Карабелли — музыкант, композитор, пианист, дирижёр.
- Альберто Ди Пауло — музыкант, композитор, бандеонист, руководитель оркестра.
- Альфредо Де Анхелис — музыкант, композитор, пианист, руководитель оркестра.
- Альфред Хаузе — руководитель оркестра, «король танго».
- Анхель Варгас — музыкант, певец.
- Анибаль Тройло — музыкант, композитор, бандеонист, руководитель оркестра.
- Армандо Понтьер — музыкант, композитор, бандеонист, руководитель оркестра.
- Астор Пьяццолла — музыкант, композитор, бандеонист, аранжировщик, руководитель оркестра.
- Карлос ди Сарли — музыкант, композитор, пианист, руководитель оркестра.
- Карлос Гардель — певец, музыкант, гитарист, актёр.
- Либертад Ламарке — музыкант, певица, актриса.
- Эдгардо Донато — музыкант, композитор, скрипач, руководитель оркестра.
- Энрике Марио Франсини — музыкант, композитор, скрипач, руководитель оркестра.
- Энрике Родригес — музыкант, композитор, автор слов, бандеонист, руководитель оркестра.
- Франсиско Канаро — музыкант, композитор, скрипач, руководитель оркестра.
- Хуан Д’Ариенцо — музыкант, композитор, скрипач, руководитель оркестра.
- Освальдо Фреседо — музыкант, композитор, бандеонист, руководитель оркестра.
- Освальдо Пульезе — музыкант, композитор, пианист, руководитель оркестра.
- Родольфо Бьяджи — музыкант, композитор, пианист, руководитель оркестра.
- Тита Мерельо — музыкант, автор слов, композитор, певица.
- Оскар Строк — композитор.
- Якоб Гаде — музыкант, композитор[18].

## Влияние танго
Музыкальные и танцевальные элементы танго популярны в таких видах спорта как гимнастике, фигурном катании, синхронном плавании и других, из-за его драматических чувств и ассоциаций с романтикой.
Для чемпионата мира по футболу 1978 года в Аргентине компания Adidas разработала мяч и назвала его «Tango Durlast», вероятно, дань уважения стране-организатору мероприятия. Этот дизайн также использовался на чемпионате мира по футболу 1982 года в Испании под названием «Tango Málaga», а также на чемпионатах Европы по футболу 1984 и 1988 годов во Франции и Западной Германии.

## Международный день танго
Международный день танго отмечается с 1983 года каждый год 11 декабря.

## Документальные фильмы
- 2013 — Негритянское танго: Африканские корни танго / Tango Negro, les racines africaines du tango (реж. Дом Педро / Dom Pedro)

## См. также

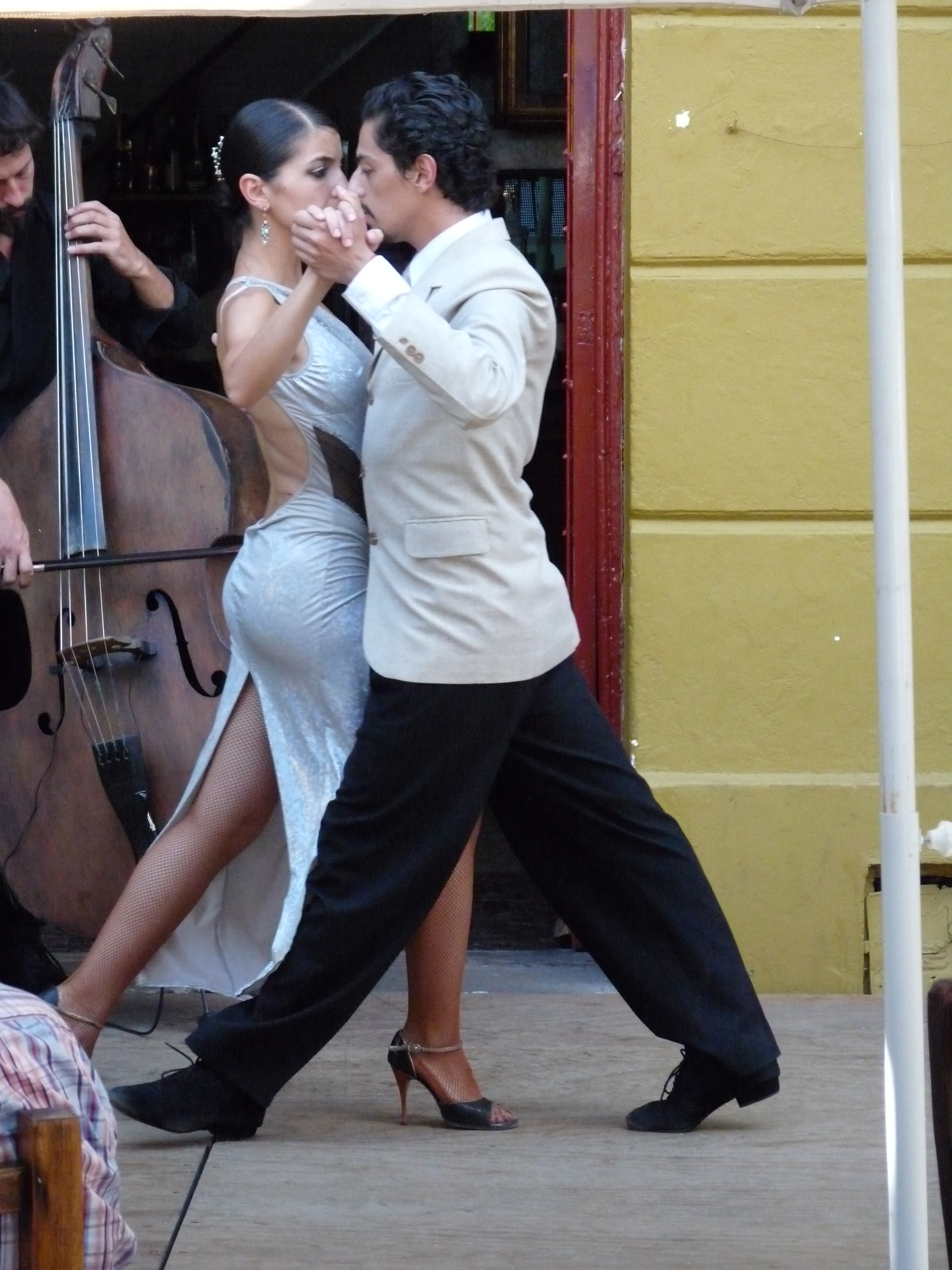
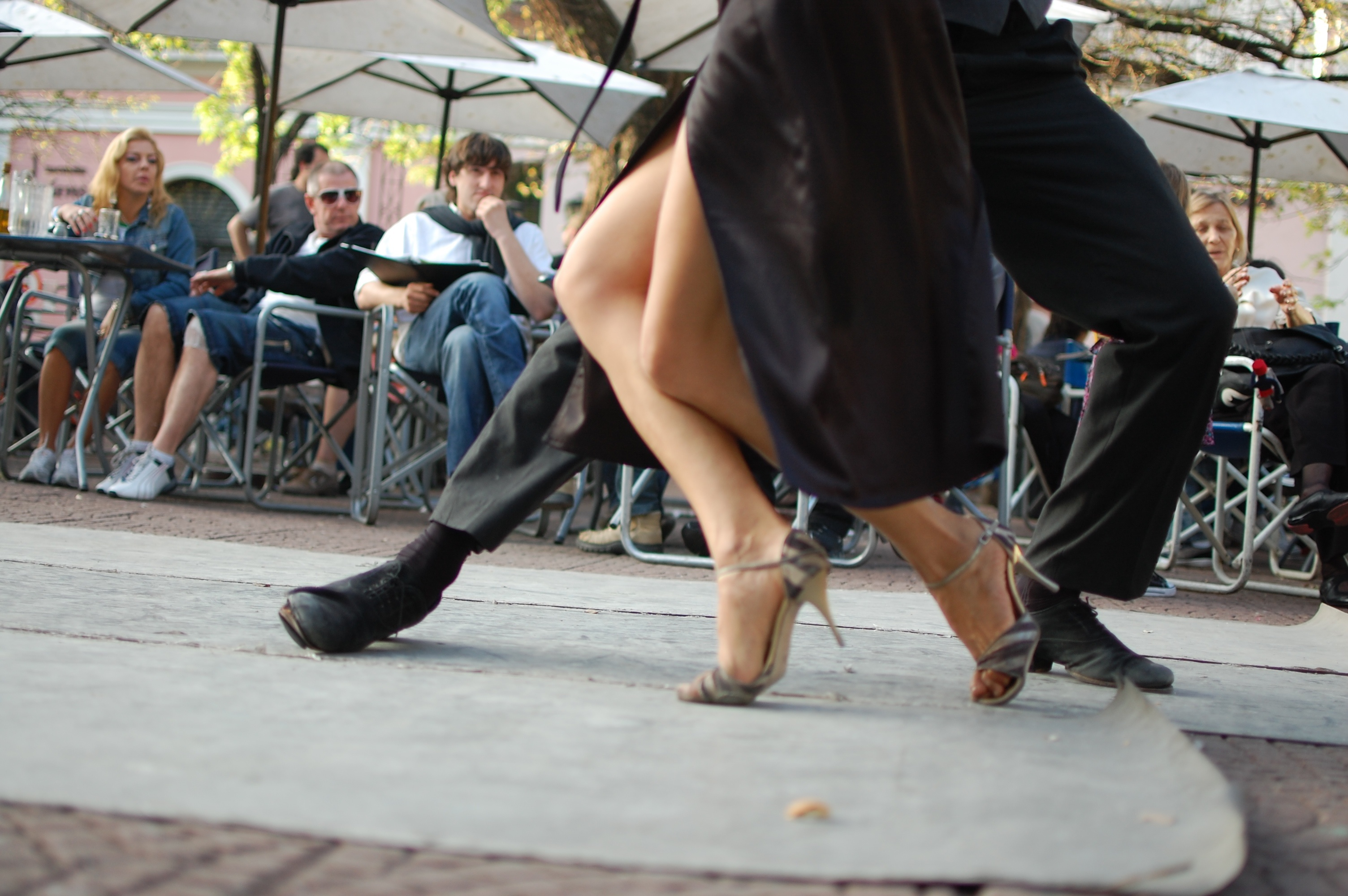
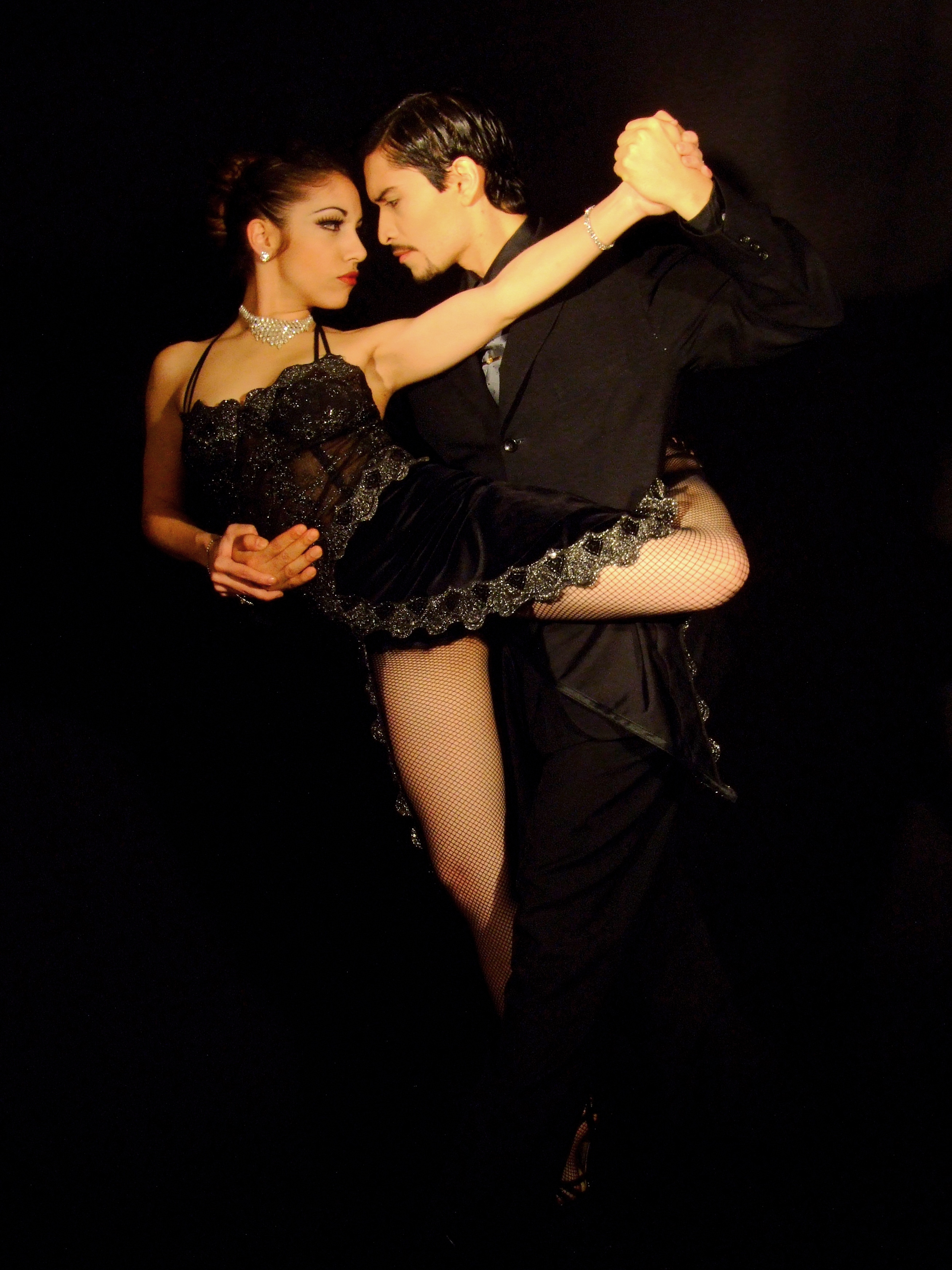